# Team Køge Volley
Team Køge Volley est un club danois de volley-ball fondé en 1972 et basé à Køge, évoluant pour la saison 2020-2021 en Volleyligaen Damer.

## Effectifs

### Saison 2020-2021
| No                                   | Nom                                  | Date de naissance                    | Taille                         | Poids                          | Poste                          |
| ------------------------------------ | ------------------------------------ | ------------------------------------ | ------------------------------ | ------------------------------ | ------------------------------ |
| 1                                    | Emma Brix                            | 11 novembre 1994                     | 170                            | 65                             | Passeuse                       |
| 3                                    | Emma Louise Hesselholt               | 24 février 2000                      | 186                            | 73                             | Centrale                       |
| 4                                    | Laura Brix                           | 30 novembre 1996                     | 169                            | 59                             | Réceptionneuse-attaquante      |
| 5                                    | Ditte Bak Espersen                   | 11 avril 2001                        | 185                            | 68                             | Centrale                       |
| 7                                    | Katrine Strøbæk                      | 29 janvier 1996                      | 183                            | 62                             | Centrale                       |
| 8                                    | Nanna Kaarde Hansen                  | 29 janvier 1996                      | 169                            | 62                             | Réceptionneuse-attaquante      |
| 11                                   | Emma Stevnsborg                      | 28 juin 1999                         | 185                            | 70                             | Attaquante                     |
| 12                                   | Klara Brix                           | 9 décembre 1999                      | 169                            | 54                             | Réceptionneuse-attaquante      |
| 14                                   | Clara Christensen Viera              | 11 août 1994                         | 167                            | 58                             | Libero                         |
| 16                                   | Emma Forsingdal Dalsgaard            | 30 décembre 2002                     | 187                            | 59                             | Centrale                       |
| 17                                   | Sara Ouzer Mortensen                 | 13 octobre 2000                      | 179                            |                                | Réceptionneuse-attaquante      |
|                                      |                                      |                                      |                                |                                |                                |
| Encadrement technique                | Encadrement technique                |                                      | Légende                        | Légende                        | Légende                        |
| Entraîneur : Sven Brix               | Entraîneur : Sven Brix               | Entraîneur : Sven Brix               | : Capitaine                    | : Capitaine                    | : Capitaine                    |
| Entraîneur(s) adjoint(s) : Jens Bang | Entraîneur(s) adjoint(s) : Jens Bang | Entraîneur(s) adjoint(s) : Jens Bang | : Joueuse blessée actuellement | : Joueuse blessée actuellement | : Joueuse blessée actuellement |